# Вілтон (Нью-Йорк)
Вілтон (англ. Wilton) — місто (англ. town) в США, в окрузі Саратога штату Нью-Йорк. Населення — 17 361 особа (2020).

## Демографія
Згідно з переписом 2010 року, у місті мешкали 16 173 особи в 6348 домогосподарствах у складі 4468 родин. Було 6847 помешкань
Расовий склад населення:
| - 95,6 % — білих - 1,3 % — чорних або афроамериканців - 1,0 % — азіатів - 0,2 % — корінних американців |

До двох чи більше рас належало 1,4 %. Частка іспаномовних становила 2,3 % від усіх жителів.
За віковим діапазоном населення розподілялося таким чином: 25,0 % — особи молодші 18 років, 62,7 % — особи у віці 18—64 років, 12,3 % — особи у віці 65 років та старші. Медіана віку мешканця становила 40,9 року. На 100 осіб жіночої статі у місті припадало 96,3 чоловіків;  на 100 жінок у віці від 18 років та старших — 95,3 чоловіків також старших 18 років.
Середній дохід на одне домашнє господарство  становив 99 844 долари США (медіана — 84 692), а середній дохід на одну сім'ю — 117 357 доларів (медіана — 101 745). Медіана доходів становила 79 071 долар для чоловіків та 55 147 доларів для жінок. За межею бідності перебувало 4,7 % осіб, у тому числі 2,8 % дітей у віці до 18 років та 5,8 % осіб у віці 65 років та старших.
Цивільне працевлаштоване населення становило 8715 осіб. Основні галузі зайнятості: освіта, охорона здоров'я та соціальна допомога — 29,4 %, науковці, спеціалісти, менеджери — 10,5 %, мистецтво, розваги та відпочинок — 10,5 %.